# Аль-Халиди, Юсуф
Юсуф аль-Халиди (араб. يوسف ضياء باشا الخالدي‎;
1829, Иерусалим — 1907) — мэр города Иерусалим с 1899 по 1907 год.

## Биография
Родился в 1829 году в Иерусалиме и учился в английской миссионерской школе города. Позже продолжил учёбу во Франции и читал лекции в Венском университете. Был избран в первый парламент Османской империи в 1877 году. Составил первый курдско-арабский словарь.